# Loubens (Ariège)
Loubens (Okzitanisch: Lobens) ist eine französische Gemeinde mit 277 Einwohnern (Stand: 1. Januar 2022) im Département Ariège in der Region Okzitanien; sie gehört zum Arrondissement Foix und ist Mitglied im Gemeindeverband L’Agglo Foix-Varilhes. Die Einwohner werden Loubénois und Loubénoises genannt.

## Geografie

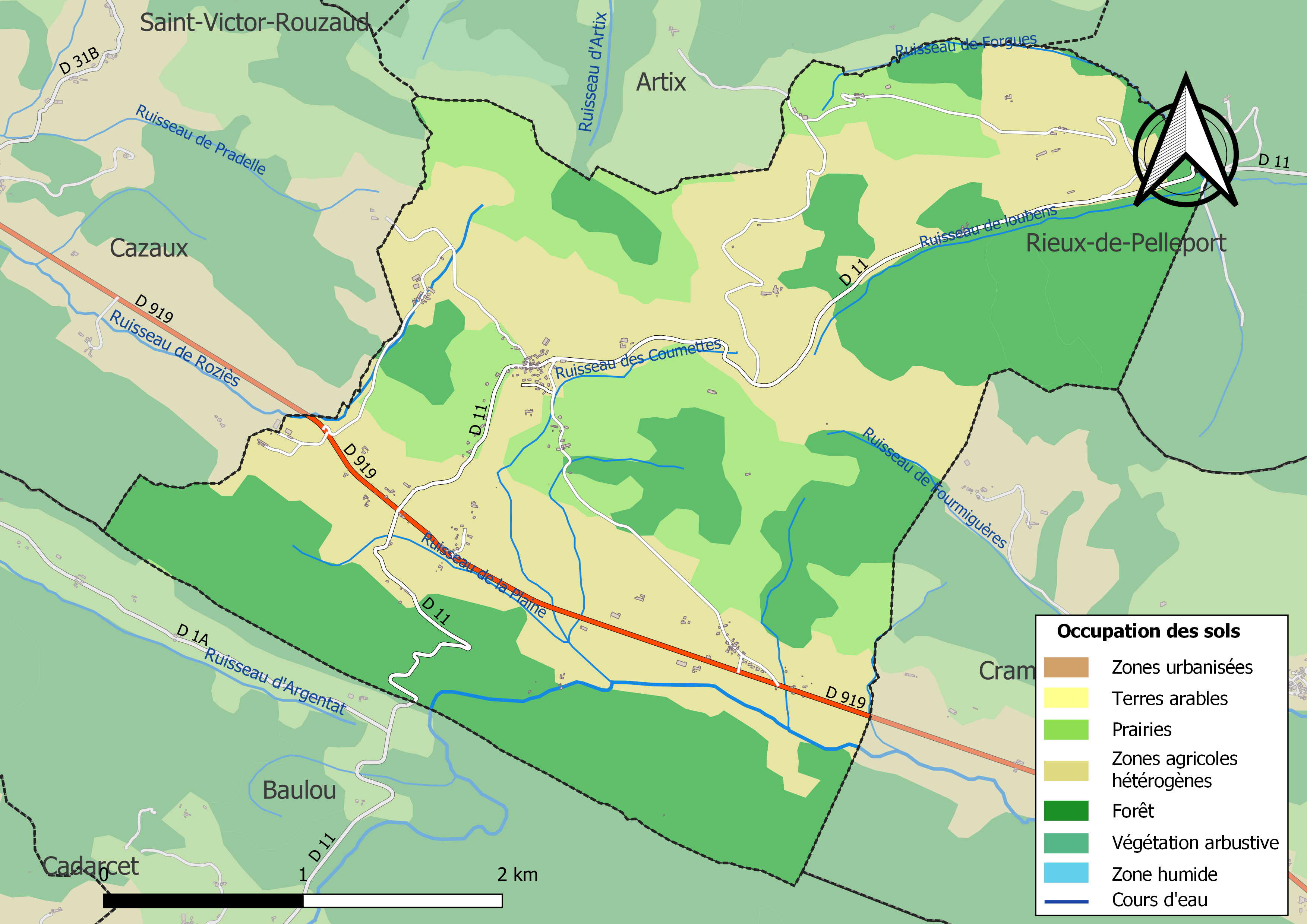
Bodennutzung, Hydrografie und Infrastruktur der Gemeinde

Die Gemeinde ist historisch und kulturell Teil des Pays de Foix und liegt etwa zehn Kilometer nordnordwestlich von Foix sowie etwa 63 Kilometer südlich von Toulouse am Fuß des Plantaurel-Massivs. Loubens befindet sich im Einzugsgebiet der Garonne und wird vom Ruisseau de Carol, vom Ruisseau de Roziès, vom Ruisseau de Forgues, vom Ruisseau de Fourmiguères, vom Ruisseau de la Plaine, vom Ruisseau de loubens, vom Ruisseau des Coumettes, vom Ruisseau du Pont und von einem kleineren Bach entwässert. Das Gemeindegebiet ist Teil des Regionalen Naturpark Pyrénées Ariégeoises und von zwei ZNIEFF-Naturgebieten. Etwa 60 % der Fläche der Gemeinde werden landwirtschaftlich genutzt, knapp 40 % sind bewaldet.
Umgeben wird Loubens von den Nachbargemeinden Artix im Norden, Rieux-de-Pelleport im Nordosten, Crampagna im Osten, Baulou im Süden sowie Cazaux im Westen.

## Geschichte
Erste menschliche Spuren aus der Steinzeit finden sich in einer Höhle beim Pas du Portel. Einer der Besitzer der Gemeinde nahm am Ersten Kreuzzug teil. Im Mittelalter lag der Ort innerhalb der Grafschaft Foix, die von 1607 bis zur Französischen Revolution eine Krondomäne des Königs von Frankreich war. Die Gemeinde gehörte von 1793 bis 1801 zum District Mirepoix-Pamiers. Zudem lag Loubens von 1793 bis 1984 innerhalb des Kantons Foix und von 1984 bis 2015 innerhalb des Kantons Varilhes. Die Gemeinde war von 1801 bis 1926 und von 1942 bis 2016 erneut dem Arrondissement Pamiers zugeteilt. Zwischen 1926 und 1942 und seit 2017 gehört sie zum Arrondissement Foix.

## Bevölkerungsentwicklung
| Jahr                       | 1962 | 1968 | 1975 | 1982 | 1990 | 1999 | 2006 | 2013 | 2020 |
| Einwohner                  | 202  | 189  | 150  | 151  | 183  | 200  | 242  | 257  | 283  |
| Quellen: Cassini und INSEE |      |      |      |      |      |      |      |      |      |

## Sehenswürdigkeiten
- Kirche La Sainte-Trinité aus dem 14. Jahrhundert, seit 1964 als Monument historique eingeschrieben[1]
- Schloss Loubens aus dem 16. Jahrhundert, in den 1980er-Jahren restauriert
- Höhle Grotte du Portel (für die Öffentlichkeit nicht zugänglich), seit 1969 als Monument historique klassifiziert[2]
- Denkmal für die Gefallenen[3]

## Verkehr
Die Departementsstraße 919 durchquert das Gemeindegebiet und verbindet es mit Toulouse über Cazaux im Nordwesten und mit Foix über Crampagna im Südosten.